# Osafjorden
Osafjorden er en arm af Eidfjorden og Hardangerfjorden i Ulvik kommune i Vestland fylke i Norge. Den er tolv kilometer lang, og går i nordøstlig retning fra indløbet mellem Bruravik og Bagnsnes til fjordbunden ved bygden Osa.
Fra vestsiden går Ulvikfjorden mod nord ind til kommunecenteret Ulvik. Aller yderst kaldes fjorden Bagnsfjorden.
Fra Bruravik er der færge over Eidfjorden til Brimnes i Eidfjord kommune. Fra Bruravik går riksvei 572 inn langs vestsida av fjorden og videre langs Ulvikafjorden ind til Ulvik. Fra Ulvik kommer fylkesvei 300, som følger vestsiden af den inderste del af fjorden ind til Osa. Fjordens østside er uden veje, og den eneste bebyggelse her er bygden Bolstad yderst i fjorden.

## Byplaner
I 1918 havde Osa fossekompagni planen færdig for Osas forvandling fra bygd til et lille bysamfund. 5.000 personer skulle flyttes derind. Osa skulle få jernbane op til Finse, industri, forretninger, rådhus, sygehus, postkontor, parkanlæg, fodbold- og tennisbane. Bygdefolket troede også på Osabyen, og i anlægsperioden mellem 1915 og 1926 var 1.500 mand beskæftiget med at realisere det her industrieventyr. Der skulle arbejderboliger op, og villastrøg for funktionærerne. Men så svigtede konjunkturerne, og i 1926 slap Osa fossekompagni op for penge. Pr 2003 boede der omkring 30 personer på stedet.
På Hjadlane 90 meter over fjorden ligger et stort, hvidt murstenshus fra 1917, en gang bolig for konorchefen i Osa fossekompagni. Fra 1992 har det tjent som galleri.

## Anden verdenskrig
I 1940 fattede Wehrmacht interesse for vandfaldene. Deutsche Aluminium Aktiengesellshaft ville bygge et kraftværk og aluminiumsværk i fjordbunden. I 1941 blev 1.800 mand sat i sving, men rejste igen i 1944.

## Stream nest
Den kolossale skulptur Stream nest af japaneren Takamasa Kuniyasu, fremstillet til OL på Lillehammer, blev flyttet til Osa bagefter med alle sine 3.000 tømmerstokke og 23.000 mursten.